# Каиде-де-Рей
Каиде-де-Рей (порт. Caíde de Rei)  —  район (фрегезия) в Португалии,  входит в округ Порту. Является составной частью муниципалитета  Лозада. По старому административному делению входил в провинцию Дору-Литорал. Входит в экономико-статистический  субрегион Тамега, который входит в Северный регион. Население составляет 2636 человек на 2001 год. Занимает площадь 6,66 км².
Покровителем района считается Апостол Пётр (порт. S.Pedro). 